# Gustaf E.A. Nordenskiöld
Gustaf Erik Adolf Nordenskiöld, född 29 juni 1868 i Finska församlingen, Stockholm, död 6 juni 1895 i Adolf Fredriks församling, Stockholm, var en svensk forskningsresande. 
Nordenskiöld  var äldste son till polarforskaren  Adolf Erik Nordenskiöld och Anna Maria Mannerheim och därmed bror till Erland Nordenskiöld. Han var den förste som kom att studera Anasazikulturens ruiner i Mesa Verde nationalpark, Colorado, USA.

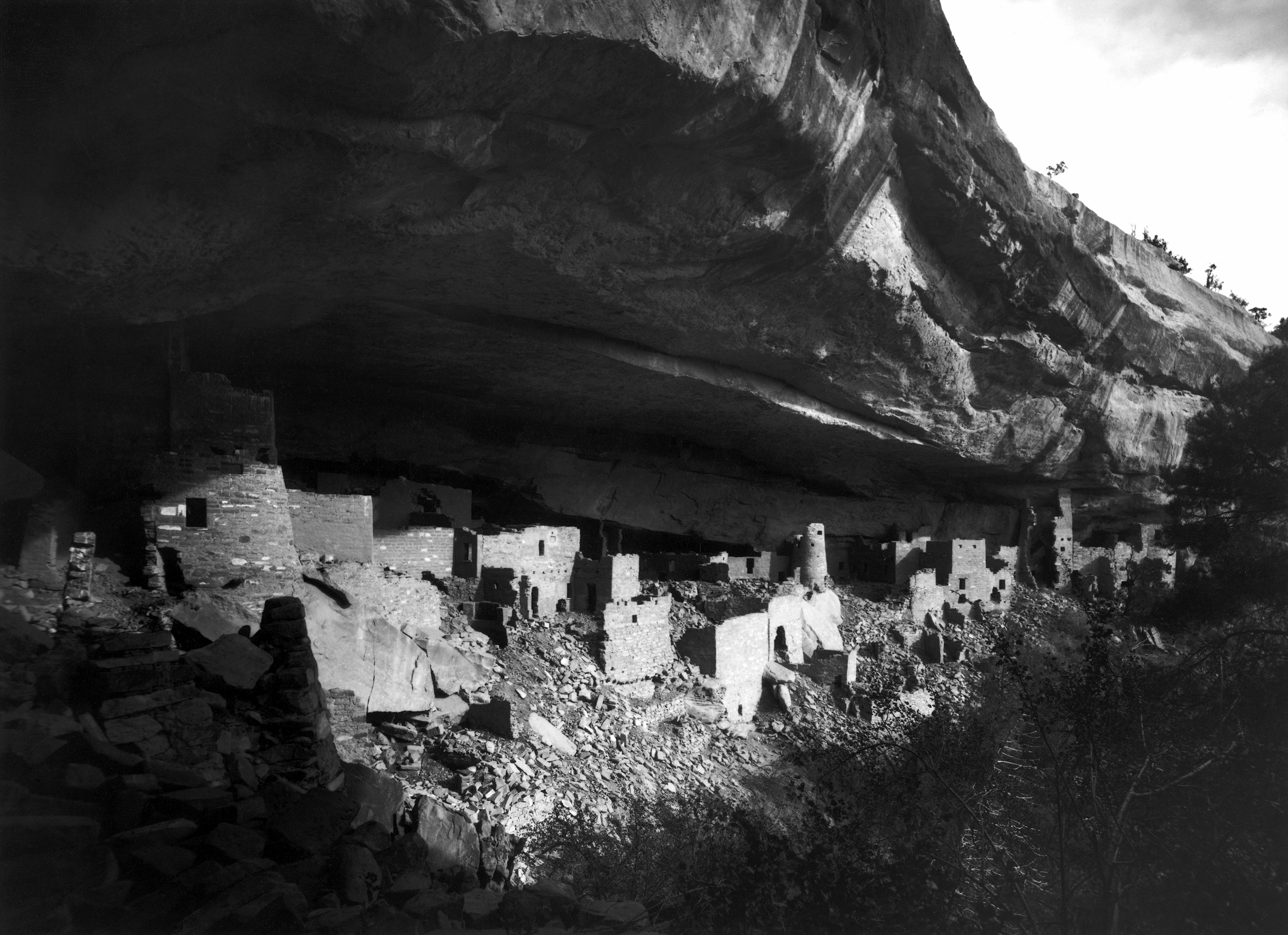
Klippalatset i Mesa Verde nationalpark, foto Gustaf Nordenskiöld, 1891

## Levnad
Gustaf Nordenskiöld blev student vid Beskowska skolan i Stockholm, studerade därefter i Uppsala och vid den nya Stockholms högskola och examinerades med en filosofie kandidat från Uppsala universitet 1889. 
År 1890 deltog han i en forskningsresa till Svalbard tillsammans med Johan Alfred Björling och Axel Klinckowström och medförde en uppsättning fossiliserade växter tillbaka till Naturhistoriska riksmuseet. Efter återkomsten gavs hans besvär diagnosen tuberkulos och han fick bege sig till Berlin för behandling.  
Det påföljande året 1891 tillbringade han på en lång färd jorden runt, med den mesta tiden ägnad åt att utforska den amerikanska öknen som en kur mot sin tuberkulos. Boskapsranchägarna Richard Wetherill och Charles Mason upptäckte ruinerna av Mesa Verde 1888 och började inhysa besökande vetenskapsmän. Nordenskiöld var en av de första och 1891 visades han genom canyons och sandstensklippor med Mesa Verdes ruiner. Där tillämpade han sin europeiska vetenskapliga utbildning och genomförde de första arkeologiska utgrävningarna av klippboningarna. Nordenskiöld anställde Wetherill att övervaka utgrävningarna vid Mesa Verde och tränade honom i ett antal tekniker, såsom hur en murslev kan användas (han hade dessförinnan använt sig av en skovel) och förklarade vikten av god dokumentation.
I slutet av 1800-talet fanns ingen lagstiftning mot skattjakt eller försäljning av konstföremål i Colorado,  och ovanpå det alltid närvarande hotet om vandalism och plundring hade såväl lärda personer som turister samma ovana att ta med sig värdefulla objekt från Mesa Verde som troféer. I detta klimat lastade Nordenskiöld konstföremål från Mesa Verde på Denver and Rio Grande Western Railroads täckta godsvagnar i Durango, Colorado  destinerade till Europa, där merparten av föremålen till slut hamnade hos  Finlands nationalmuseum.
Nordenskiölds levnadstecknare Judith Reynolds beskriver den uppkomna situationen som en "internationell incident."  Uppretad lokalbefolkning beskyllde Nordenskiöld för att "ödelägga ruinerna" och fick honom arresterad vid midnatt på Strater Hotel, trots att det vid den tiden saknades lagar som rättfärdigade en sådan anklagelse. 
Nordenskiöld tog fler än 150 fotografier över Mesa Verde, registrerade många fyndplatser, publicerade en populär reseskildring från Amerikanska Västern 1892 och 1893 skrev han en av de första rapporterna om Mesa Verdes klippinvånare, senare uppfattade som puebloindianer i sydvästra Colorado - om deras keramik och husgeråd.
Efter sin återkomst från Amerika sysselsatte sig Nordenskiöld med mineralogiska studier, men hans hälsa började åter allvarligt försämras och han avled vid 27 års ålder i juni 1895 ombord på ett tåg på väg till Jämtland.

## Arkiv och samlingar

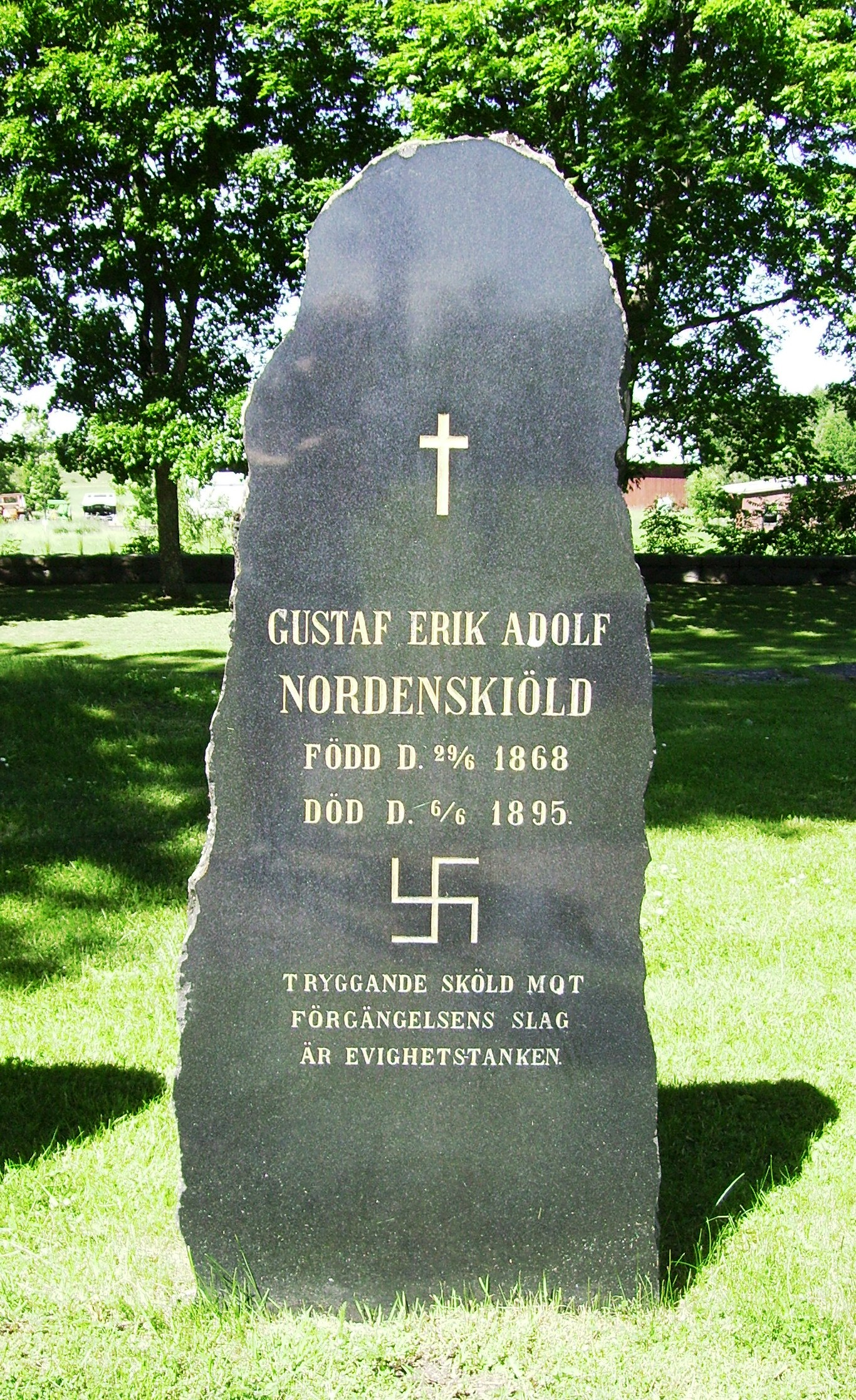
Gustaf E.A. Nordenskiölds gravvård på Västerljungs kyrkogård. "Tryggande sköld mot förgängelsens slag är evighetstanken".

Nordenskiölds samlingar från Mesa Verde blev uppköpta av en finländsk samlare, som till slut donerade dem till Helsingfors universitet. De förvaltas nu av Nationalmuseum i Helsingfors och är utställda i Kulturernas Museum  i Tennispalatset i stadsdelen Kampen, Helsingfors stad.  Kungliga Vetenskapsakademien har ett arkiv med fotografier, anteckningar, brevväxlning och tidningsklipp. Riksarkivet innehar brev till fadern från Washington, Philadelphia, Charleston, Mammoth Cave, Durango, Navajo Canyon och andra platser. 

## Eftermäle
Arkeologer anser än idag att Nordenskiöld gjorde ett föredömligt och noggrant arkeologiskt arbete med att systematiskt dokumentera fyndplatserna i ruinstaden Mesa Verde och ge eftervärlden en första inblick i Anasazifolkets kultur. Han insamlade omkring 600 föremål, som väl förpackade och katalogiserade skickades hem till Sverige. En klassiker är hans monumentala skildring av sina utgrävningar, som i detalj beskrev byggnader, skelettlämningar och redskap som han funnit på olika lägen.  
Några av fynden från Mesa Verde, gravgåvor och mänskliga kvarlevor, kommer att återlämnas till ursprungsbefolkningen och begravas nära fyndplatsen. De 28 föremål som återlämnas visades på en specialutställning under vintern 2020.

## Anasazikulturen
Anasazi var forntida bofasta jordbrukare i sådan skala som den knappa vattentillgången tillät, med stenarkitektur och vägar. Majs infördes omkring år 200, konsten att göra lerkärl något senare. Framför allt förfärdigade de mycket tidigt korgar.   bevattningssystem utvecklades för majsodlingen. Från 900-talet och omkring 300 år framåt nådde anasazikulturen sin höjdpunkt, vilken gradvis övergick till pueblo. Då uppfördes de märkliga klippboningar och terrasshus som fortfarande väcker beundran. Deras fornlämningar finns även på flera andra platser i sydvästra USA än i södra Colorado, där Mesa Verde nationalpark ligger.

## Publikationer
- The Cliff Dwellers of the Mesa Verde, Southwestern Colorado: Their Pottery and Implements. Till engelska av D. L. Morgan. Nytryck (1979). Rio Grande Press, Glorieta, New Mexico.

Ursprungligen publicerad 1893 som Ruiner af klippboningar i Mesa Verde's cañons. Stockholm: P. A. Norstedt & Söners förlag.